# Костобе (Жамбильський район)
Костобе́ (каз. Қостөбе) — село у складі Жамбильського району Жамбильської області Казахстану. Входить до складу Колькайнарського сільського округу.
Населення — 453 особи (2021; 402 у 2009, 376 у 1999, 300 у 1989).